# De Soto, Kansas
De Soto là một thành phố thuộc quận Johnson, tiểu bang Kansas, Hoa Kỳ. Năm 2010, dân số của xã này là 5720 người.

## Dân số
Dân số các năm:
- Năm 2000: 4561 người
- Năm 2010: 5720 người